# 后宅金山古庙
后宅金山古庙，位于中国广东省汕头市南澳县后宅镇城西村，现为南澳县文物保护单位，类型为古建筑，公布时间为1999年9月24日。
后宅金山古庙的历史年代为清代。